# Földes András
Földes András (Budapest, 1971 –) újságíró, videós, konfliktuszónás tudósító. Életművét Joseph Pulitzer-emlékdíjjal (2018), munkáit Hégető Honorka-díjjal (2019, 2020, 2023), Fejlesztési Újságírói Díjjal (2021, 2020, 2019), Minőségi Újságírásért díjjal (2017) és Magyar Sajtófotó első díjjal (2017) jutalmazták. Munkássága főleg háborús és konfliktuszónákban forgatott riportjai révén ismert: tudósított többek közt Afganisztánból, Irakból, Nigerből, Iránból és Líbiából is. Foglalkozik kortárs képzőművészettel és építészettel is. A Média Építészeti Díja alapítása óta zsűritag.
Könyvet írt a menekültválság idején tett riportútjairól Mit tegyünk, ha fegyvert fognak ránk? címmel. Erőss Zsoltról írt életrajzi könyve Erőss Zsolt – A Himalájánál magasabbra címmel jelent meg, miután a hegymászót elkísérte több, a Himalájára és a Karakorumra vezető expedíciójára.

## Életrajz
2000-ben kezdett dolgozni az Index.hu szerkesztőségében. Kezdetben a kultúra rovat munkatársaként filmkritikákat, képzőművészeti kritikákat, riportokat írt. 2008-tól a politika rovatban kultúrpolitikával, és tényfeltáró újságírással foglalkozott. Egyik legismertebb munkája Csipak Péter belvárosi vállalkozó illegálisan, tájvédelmi körzetben álló villájának korrupciógyanús építését tárta fel. A Miklósi Gáborral írt cikksorozata nyomán a nagyvállalkozót a villa bontására kötelezték.
2015-től, a migrációs válság kezdetétől foglalkozik a menekültek témájával, a riportjaiból készült longform cikke Média design díjat kapott. Eljutott Nigerbe, ahol a sivatagi embercsempészekről forgatott, részt vett egy Földközi-tengeri menekültmentő hajó útján, és tudósított a háborús Líbiából. Ukrajnával 2014 óta, a Majdan téri tüntetések óta foglalkozik. Tudósított Donyeck megye elszakadásáról és a Krím félsziget orosz elfoglalásáról is.
Részt vett az Index.hu újságíróinak tiltakozásában, amikor a kormánypárti médiával közeli viszont ápoló Vaszily Miklós megszerezte az Index.hu vállalatának 50 százalékát. Egyike volt a Telex.hu-t alapító újságíróknak.
A Telex.hu számára forgatta egyik legismertebb munkáját Utazás háborúból a terrorba címmel Afganisztánban, ahová a tálibok hatalomátvétele után utazott el.
Az Ukrajna elleni orosz agresszió első napjától tudósított a háború eseményeiről. Forgatott Bucsában, a civil mészárlás helyszínén, Kijev lebombázott elővárosaiban. A kijevi metróban egy gyermekét szoptató kismamáról készült fotója az ukrán ellenállás nemzetközi jelképévé vált Ukrán Madonna néven.
2022-ben a HVG munkatársa lett. Riportsorozatban tudósított a 2022 őszi ukrán offenzívában felszabadított kelet-ukrán területekről.

## Fontosabb munkái
- Csipak Péter véletlenül a tájvédelmi körzetbe építkezett (2011)[23]
- A forradalom az, amitől sírni kell – Kijevi riport (2014)[24]
- Tíz meglepő tény a kijevi forradalomról (2014)[25]
- Krími tatárok: A fenevadat kiengedték a ketrecéből (2014)[26]
- Donyeck a kijevi nácik ellen készül (2014)[27]
- A 21. század hét magyar főbűnének állítottunk emléket a világkiállításon (2015)[28]
- Alsógatyában szöktem Magyarországra, a zöldhatáron át (2015)[29]
- Európa teljesen felkészületlen, pedig újabb menekülthullám jöhet (2016)
- Így árasztották el a menekültek Európát – 2015, ami megváltoztatta Európát (2016)[30]
- Moszul durvább volt, mint egy horrorfilm (2017)[31]
- Nem a Mount Everest, hanem ez az igazi hegymászás (2017)[32]
- Menekülés a besúgó elől a rabszolgaság országában – Líbia (2018)[33]
- A tengeri frontvonal – Európa titkos háborúja (2018)[34]
- Afrika legnagyobb gettója: veszélyes és zsúfolt, akkor miért jó ott lakni? [35]
- A saját Trianonjukat ássák az angolok (2019)[36]
- Menekülnek Bécsbe a magyar hajléktalanok (2019)[37]
- Íme a mesekönyv, ami kiborította az országot (2020)[38]
- A tranzitzóna utolsó két menekültje csak azért sem akar elszökni Magyarországról (2021)[39]
- Titkos interjúkon mondták el afgán nők, milyen lett az életük a tálibok alatt (2021)[40]
- Afganisztán – Utazás háborúból a terrorba (2021)[41]
- Éjszaka a kijevi metróban (2022)[42]
- Láttuk, ahogy feltárják a bucsai tömegsírt, az ügyész szerint civileket találtak (2022)
- A kisváros, ami felrobbantotta a saját hídját, és elüldözte az orosz hadsereget (2022)[43]
- Földes András filmje a felszabadított Kelet-Ukrajnából (2022)[44]